# Starke (Florida)
Starke is een plaats (city) in de Amerikaanse staat Florida, en valt bestuurlijk gezien onder Bradford County.

## Demografie
Bij de volkstelling in 2000 werd het aantal inwoners vastgesteld op 5593.
In 2006 is het aantal inwoners door het United States Census Bureau geschat op 5863, een stijging van 270 (4,8%).

## Geografie
Volgens het United States Census Bureau beslaat de plaats een oppervlakte van
17,3 km², geheel bestaande uit land. Starke ligt op ongeveer 50 m boven zeeniveau.

## Plaatsen in de nabije omgeving
De onderstaande figuur toont nabijgelegen plaatsen in een straal van 24 km rond Starke.